# 兴萨里语
兴萨里语是老挝北部一种南部彝语。